# 2003 WQ188
2003 WQ188 est un objet transneptunien de magnitude absolue 5,9. Son diamètre est estimé entre 291 km et 393 km. Son orbite est encore très mal connue.